# Diloro
Diloro è un villaggio del Botswana situato nel distretto Centrale, sottodistretto di Serowe Palapye. Il villaggio, secondo il censimento del 2011, conta 509 abitanti.

## Località
Nel territorio del villaggio sono presenti le seguenti 5 località:
- Malokoloko di 9 abitanti,
- Malotwane di 2 abitanti,
- Mmadiphalne di 13 abitanti,
- Ramadiele,
- Sekokonyane di 7 abitanti